# Guatteria eugeniifolia
Guatteria eugeniifolia A.DC. ex R.E.Fr. – gatunek rośliny z rodziny flaszowcowatych (Annonaceae Juss.). Występuje naturalnie w Peru. 

## Morfologia
PokrójZimozielone drzewo. Młode pędy są owłosione.
LiścieMają eliptycznie owalny kształt. Mierzą 8–12 cm długości oraz 3–5 szerokości. Nasada liścia jest klinowa lub zbiega po ogonku. Liść na brzegu jest całobrzegi. Wierzchołek jest spiczasty. Ogonek liściowy jest owłosiony i dorasta do 3–6 mm długości.
KwiatySą pojedyncze. Rozwijają się w kątach pędów. Działki kielicha mają owalnie trójkątny kształt i dorastają do 4–5 mm długości. Płatki mają kształt od podłużnego do odwrotnie owalnego. Osiągają do 12–15 mm długości.
OwocePojedyncze. Mają odwrotnie jajowaty kształt.